# 卯月盛夫
卯月 盛夫（うづき もりお、1953年5月6日 - ）は、日本の建築家、都市デザイナー、建築学者（都市計画・まちづくり・パブリックデザイン・プロジェクトマネジメント・景観設計）、一級建築士。学位は博士（工学）（早稲田大学・1999年）。早稲田大学社会科学総合学術院教授。
ハノーファー市役所都市計画局、シュトゥットガルト市役所都市計画局、都市デザインアトリエでの勤務を経て、世田谷区役所都市デザイン室主任研究員、財団法人世田谷区都市整備公社世田谷まちづくりセンター所長、早稲田大学芸術学校教授、早稲田大学社会科学部教授、早稲田大学参加のデザイン研究所所長などを歴任した。

## 概要
東京都出身の建築家、都市デザイナーであり、都市計画、まちづくり、パブリックデザイン、プロジェクトマネジメント、景観設計などを専攻する建築学者である。一級建築士であり、論文博士として早稲田大学より博士（工学）を取得した。ハノーバー市都市計画局、シュトゥッツガルト市都市計画局などを経て、早稲田大学の教授となった。

## 来歴

### 生い立ち
1953年（昭和28年）5月6日、東京都にて生まれた。生後すぐに世田谷区に転居し、世田谷区立駒沢小学校を経て、世田谷区立駒沢中学校にて学んだ。のちに、早稲田大学建築学科、さらに、早稲田大学大学院に進学、理工学研究科にて学んだ。修士課程修了後、ドイツ連邦共和国に渡り、都市計画の分野でも知られるシュトゥットガルト大学大学院博士課程で学んだ。

### 建築家として
ハノーファー市役所に採用され、都市計画局に勤務した。のちにシュトゥットガルト市役所に採用され、そちらでも都市計画局に勤務した。さらにトリーブが主宰する都市デザインアトリエに勤務した。
日本に帰国後、世田谷区都市整備公社に採用され、そのうえで出向する形で、1982年（昭和57年）4月から1992年（平成4年）3月まで世田谷区役所にて企画部の都市デザイン室に勤務する。当時は庁内で都市デザインがあまり理解されておらず、他の部署からポスター、駐車禁止の柵、広報誌のデザインなどまで依頼されていた。その後、世田谷区都市整備公社に世田谷まちづくりセンターが設置されることになったため呼び戻され、1992年（平成4年）4月に所長に就任し、1995年（平成7年）3月まで務め、同年退職した。

### 建築学者として
早稲田大学芸術学校教授を経て、早稲田大学「参加のデザイン研究所」所長。 早稲田大学社会科学部教授を務めた。2004年（平成16年）、早稲田大学に学術院制度が導入され、学部や研究科の全教員は学術院に所属することとなったため、社会科学総合学術院の教授となる。なお、1999年（平成11年）に早稲田大学より博士（工学）の学位を取得している。

## 研究・活動
『都市の美しさや優しさは、その都市に住む人たち以上にはならない』との考えから、「新しい公共空間の創造」や、「都市活性化」のためのデザインについて、理論はもとより、実践を含めた重層的なアプローチに立ち、市民参加のまちづくりの実践を通じて、エリアマネジメント、都市再開発におけるプロジェクトマネジメントの手法の確立に取り組む。
また、効果的な情報伝達による "広告効果" と、"景観の向上" をともに実現する屋外広告物（看板）等設置についての手法（エリアマネジメント）である、「路上整理学」の提唱、公園整備、高齢者・子ども施設の設計に至るまで広範な領域で活動、研究を行っている。

## 学外での主な役職歴
- 都市計画学会 理事。
- 国土交通省 『道を活用した地域活動円滑化のためのガイドライン』検討委員。
- 国土交通省 『「新たな公」によるコミュニティ創生支援モデル事業』審査委員。
- 国土交通省 『国土審議会 政策部会 国土政策検討委員会』委員。
- 新宿区 外部評価委員会 会長。
- 目黒区 自由が丘まち運営会議 議長。
- 横浜市 地域まちづくり推進委員会 委員長。
- 茅ヶ崎市 景観まちづくり審議会 会長。
- 公益信託 高知市まちづくりファンド 運営委員長。
- 『都市景観大賞 ― 美しいまちなみ賞』審査委員。
- 『丸の内エリアマネジメント広告実行委員会』副委員長。

## 著書
- 『パブリックアメニティ―200例に見る実践的都市デザイン』（共編）  ぎょうせい 1992
- 『鉄道高架とまちづくり(下)　鉄道復権に向けた交通文化圏の形成』 （分担執筆） (株)地域科学研究会　1995
- 『共に住むかたち (シリーズ「土曜建築学校」) 』（共著）　建築資料研究社 1997
- 『「交通」の社会実験と市民参加　その効果とプロセス (交通計画集成 巻8)』 （分担執筆）地域科学研究会　1997
- 『これからの都市と交通とまちづくり (交通計画集成 巻12)』 （分担執筆）地域科学研究会　1998
- 『日本建築学会編 「参加による公共施設のデザイン」(まちづくり教科書シリーズ 第3巻)』 丸善  2004
- 『走れ!まちづくりエンジン ― 千代田発市民活動が拓く「新しい公共」』（共著）　ぎょうせい 2004
- 『自立と協働によるまちづくり読本 ― 自治「再」発見』（共著）　ぎょうせい 2004
- 『都市づくり戦略とプロジェクト・マネジメント ― 横浜みなとみらい21の挑戦』（共著） 学芸出版社 2009
- 『認知症高齢者　中庭のあるグループホーム』（編著）　萌文社 2009
- 『こどもがまちをつくる―「遊びの都市(まち)―ミニ・ミュンヘン」からのひろがり』（共著）　萌文社 2010